# دالية شيح
دالية شيح (16 ديسمبر 1997-)، مغنية وكاتبة أغاني جزائرية من مواليد مدينة تيبازة بالجزائر، عرفت بعد مشاركتها في الموسم الثاني لأرابز غوت تالنت سنة 2012 ووصلت للنهائي (المرتبة الثالثة). حازت على أحسن صوت نسائي عن جمعية الراشدية في مهرجان الصنعة الذي أُقيم سنة 2011 في الجزائر العاصمة.

## السيرة الذاتية
درست دالية الموسيقى في المنزل منذ الصغر، حيث كانت تتلقى دروسا خاصة، إلى أن انخرطت إلى جمعية الراشدية للموسيقى الأندلسية لمدينة شرشال في تيبازة. تجيد العزف على الآلات الموسيقية الإيقاعية والوترية كالعود والقانون والقيثارة والبيانو.

### Arabs' Got Talent
في 2012، شاركت داليا في برنامج أرابز غوت تالنت بموسمه الثاني. قدمت في تجارب الأداء أغنية "mercy" لـ "Duffy".

### ذا فويسفرنسا
شاركت في 2015 في برنامج ذا فويس فرنسا حيث أدث في المرحلة الأولى"Russian Roulette" لـريانا، تم قبولها في فريق ميكا.

## أعمال

### أغاني
أغاني فردية
| الأغنية         | اللغة                   | السنة |
| --------------- | ----------------------- | ----- |
| Pink Green Blue | لهجة جزائرية\الانجليزية | 2015  |

ديو
| الأغنية                  | الشريك        | اللغة              | السنة |
| ------------------------ | ------------- | ------------------ | ----- |
| AŞK KAHRAMANI - بطل عشقي | Barış Türkkal | لهجة جزائرية\تركية | 2016  |